# Neptis kikideli
Neptis kikideli är en fjärilsart som beskrevs av Jean Baptiste Boisduval 1833. Neptis kikideli ingår i släktet Neptis och familjen praktfjärilar. Inga underarter finns listade i Catalogue of Life.